# 졸리티

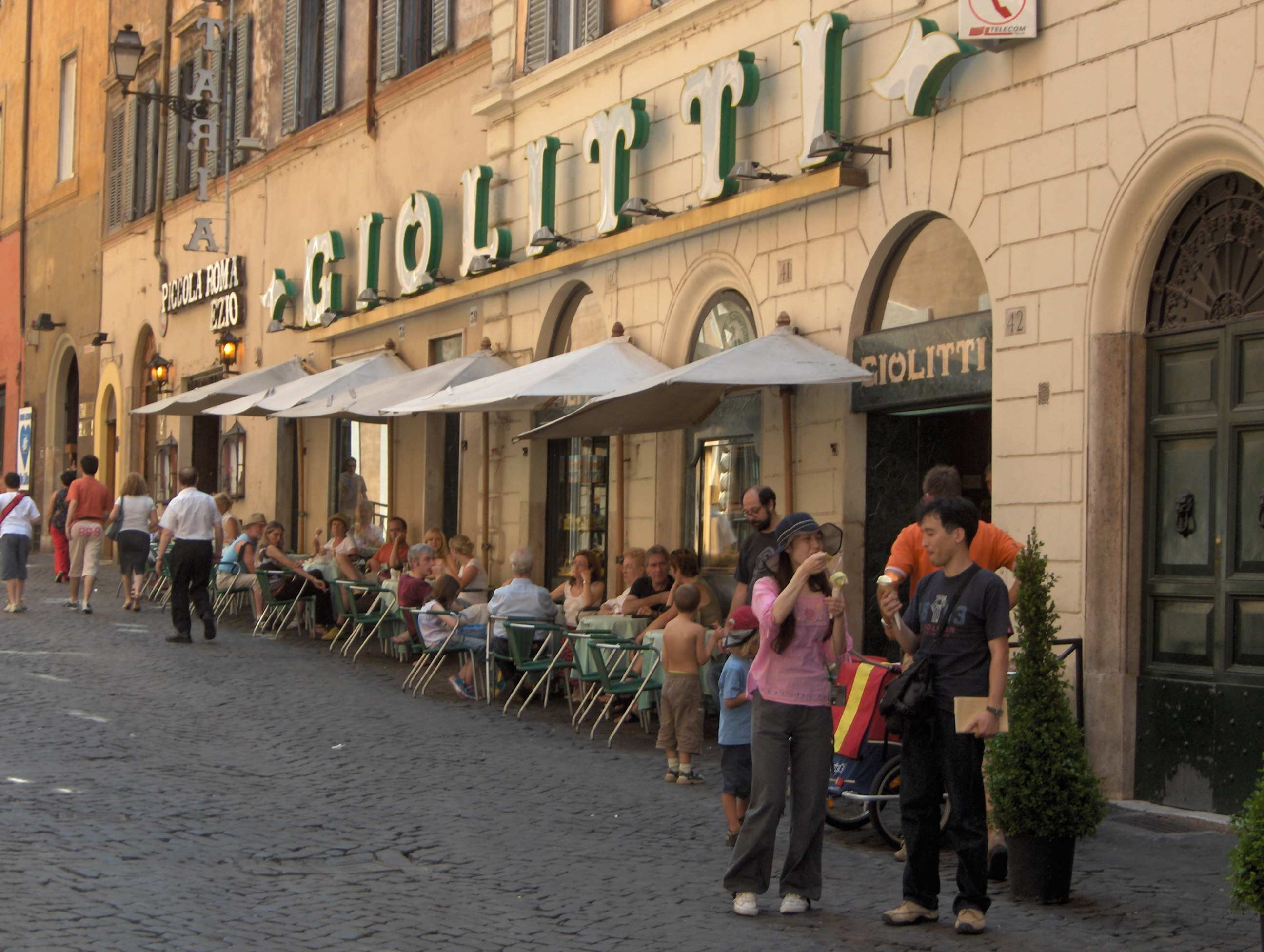
졸리티

졸리티(이탈리아어: Giolitti)는 이탈리아 로마에 위치한 가장 오래된 아이스크림 가게이다. 1890년 주스페와 베르나르디나 졸리티에 의해 설립되었다. 판테온 근처에 있다.